# IC 2311
IC 2311 је елиптична галаксија у сазвјежђу Крма која се налази на листи објеката дубоког неба у Индекс каталогу.
Деклинација објекта је - 25° 22' 12" а ректасцензија 8h 18m 45,9s. Привидна величина (магнитуда) објекта IC 2311 износи 11,5 а фотографска магнитуда 12,5. Налази се на удаљености од 26,128 милиона парсека од Сунца. IC 2311 је још познат и под ознакама ESO 495-2, MCG -4-20-7, CGMW 2-3182, PGC 23304.